# شو يانغ
شو يانغ (بالصينية: 徐洋) (5 يونيو 1979 بشنيانغ في الصين - ) هو لاعب كرة قدم صيني في مركز الوسط. شارك مع منتخب الصين لكرة القدم. أما مع النوادي، فقد لعب مع شانغهاي غرينلاند شينهوا ونادي غوانغجو آر أند إف.

## وصلات خارجية
- شو يانغ على موقع قاعدة بيانات كرة القدم.إي يو (الإنجليزية)
- شو يانغ على موقع ناشيونال فوتبول تيمز (الإنجليزية)